# Sheila Mello
Sheila Chesed de Almeida Mello (São Paulo, 23 de julio de 1978) es una bailarina, actriz y modelo brasileña. Es conocida por ser bailarina de la banda brasileña É o Tchan!.

## Biografía
Sheila nació en Cidade Ademar, un distrito en las afueras de São Paulo. Antes de ser conocida por su participación en el grupo É o Tchan!, se graduó tanto en ballet clásico como en ballet moderno.
A partir de 1998 hizo su ingreso al grupo É o Tchan! a través de un concurso celebrado para elegir la reemplazante de la bailarina Carla Pérez, quien abandonó el grupo. Inmediatamente después de ser seleccionada posó desnuda por primera vez en la revista Playboy. Apareció en la portada en las otras dos ediciones, una al lado de Scheila Carvalho, su colega en É o Tchan! En octubre de 2007, posó desnuda otra vez, esta vez para la revista Sexy. Después de su salida del grupo, se formó en artes escénicas, a través de la escuela de teatro Célia Helena e interpretó obras de Naum Alves de Souza, Dias Gomes, Nelson Rodrigues, Ariano Suassuna y Ronaldo Ciambroni. Participó del cortometraje Alfaville, película premiada en el Festival de Gramado.
En 2009, participó de la segunda temporada del reality show brasileño, A Fazenda. Durante la competencia, conoció a su futuro esposo, el exnadador Fernando Scherer. Se casaron el 24 de julio de 2010.
En 2014 anunció un proyecto junto a Sheila Carvalho titulado Sheilas Sob as Luzes, donde realizaban conciertos por todo Brasil coreografiando diversas canciones. En 2017 formó parte del programa de talentos Dancing Brasil, en el que quedó posicionada en el quinto lugar.